# Schloss Bieberstein (Hessen)

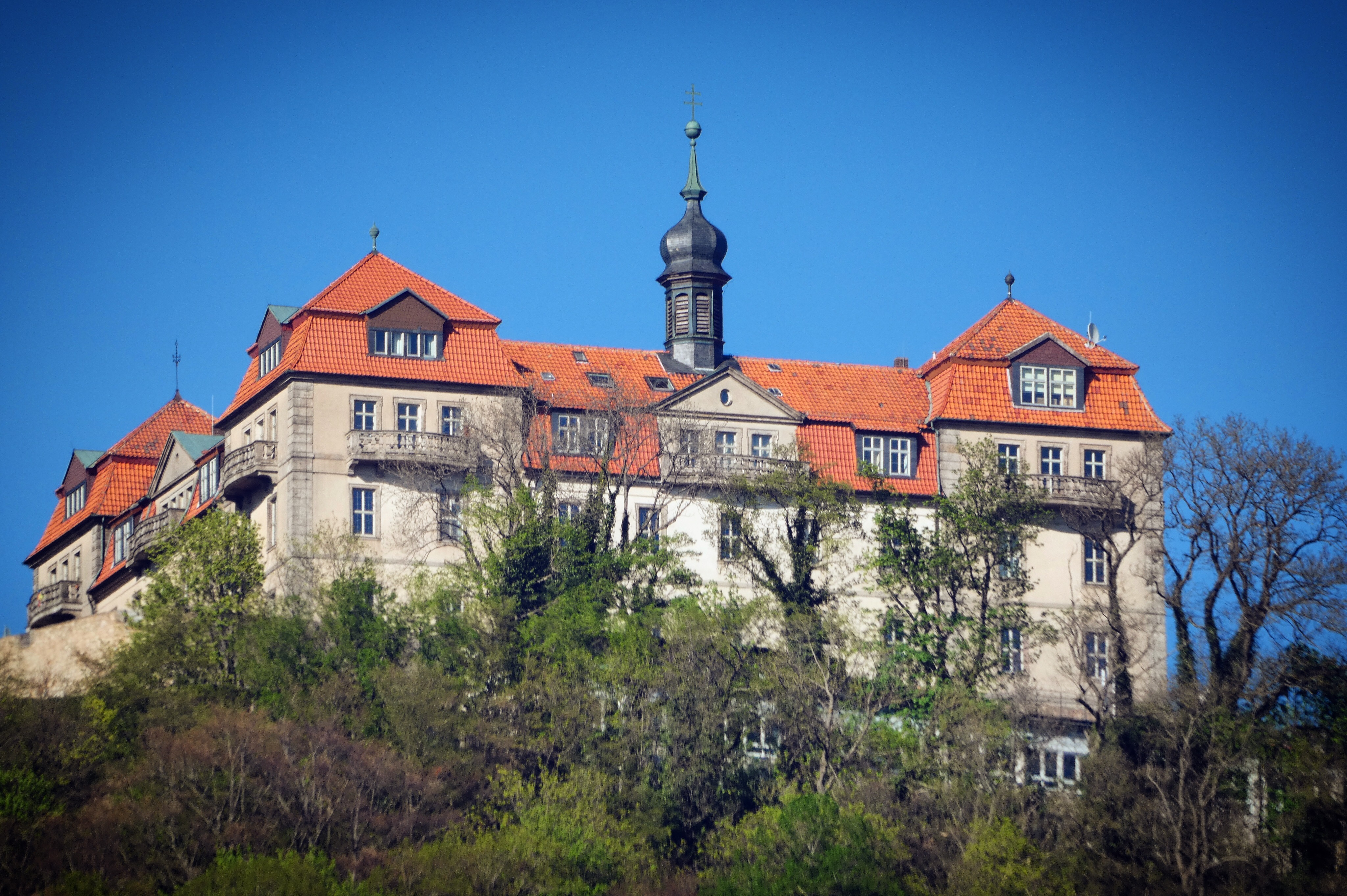
Schloss Bieberstein

Schloss Bieberstein ist ein Barockschloss in Langenbieber, einem Ortsteil der Gemeinde Hofbieber im osthessischen Landkreis Fulda. Es wurde zwischen 1710 und 1740 von dem Bamberger Baumeister Johann Dientzenhofer gebaut und liegt etwa 2 km südlich von Hofbieber und ca. 16 km östlich von Fulda auf dem Kugelberg (505,1 m ü. NN), einem südlichen Ausläufer der Hessenliede (517,7 m ü. NN). Südlich des Kugelbergs fällt das Gelände in das Biebertal ab.

## Geschichte

### Burg Bieberstein
Ab dem 9. Jahrhundert gehörte die Gegend um Hofbieber zum Besitz des Klosters Fulda. Mit dem Amtsantritt des Abtes Markward (1150–1165) wurde der, laut heute gängiger Meinung, schon länger erwogene Bau einer Burg in die Tat umgesetzt. Als Argument habe jenem gegolten, dass man eventuellen Feinden der Kirche zuvorkommen müsse, die hier eventuell ihren Sitz beziehen könnten. Damit habe sich das Kloster eine seiner ersten Befestigungsanlagen gebaut. Obwohl die Burg also in den Händen des Klosters zu Fulda war, ist anhand von Urkunden erkenntlich, dass zumindest vom Ende des 12. Jahrhunderts bis zur Mitte des 13. Jahrhunderts auch ein Rittergeschlecht von Bieberstein existierte.
Eine andere Geschichte ergibt sich jedoch, wenn man die entscheidende Urkunde, die von Abt Marquarts Absichten berichtet, wörtlich nimmt. In ihr heißt es bei Alex Zollmann: „Ich dachte nämlich in meinem Sinn: Sieh da, der rechte Platz für diese Burg! Reiß ihn irgendein Kirchenfeind an sich, so wird uns jedes Uebel von ihm drohen […] Deshalb habe ich begonnen, jene Burg in Besitz zu nehmen [...] und sie mit treu ergebenen Kriegern zu besetzen […].“ Dies kann also auch bedeuten, dass es die Burg bereits gab, und zwar in der Hand des oben erwähnten Adelsgeschlechtes von Bieberstein, sie nun aber mehr und mehr in den Besitz des Klosters Fulda überging.
Somit scheint es auch mehr Sinn zu ergeben, dass die Burg in der Nähe des Ortes Hofbieber bereits vor der Mitte des 13. Jahrhunderts baufällig, zum Teil sogar Ruine war. Das Rittergeschlecht scheint verarmt gewesen und letztendlich ausgestorben zu sein. Diese Situation machte sich das Kloster Fulda zunutze und brachte das Bauwerk und den dazugehörigen Grund und Boden in seinen Besitz – vollständig vielleicht erst im 13. Jahrhundert. Jedenfalls ließ Abt Heinrich IV. für seinen Kampf gegen die Raubritter neben dem Bau einiger neuer Burgen auch die Burg Bieberstein um das Jahr 1250 wiederherstellen und mit einem Graben umgeben.
Da die Äbte von Fulda vor allem seit dem 14. Jahrhundert ständig in neue und kostspielige Kämpfe verwickelt waren, kam das Kloster immer öfter in finanzielle Engpässe. Oft sah es sich gezwungen, einen Teil seines Besitzes zu verpfänden oder gar zu verkaufen. Auch die Burg Bieberstein wurde wiederholt ein Opfer dieser Geldnot. Allerdings achtete man stets darauf, dass man sich ein Rückkaufrecht vorbehielt, sodass die Burg immer wieder in den Besitz des Klosters Fulda zurückgelangte. Von 1486 bis 1802 war die Burg dann jedoch im ständigen persönlichen Besitz der Fürstäbte von Fulda.
Die Burg war wahrscheinlich schon seit dem 13. Jahrhundert der Mittelpunkt eines der Fuldaer Ämter, später sogar ein Oberamt. Damit wurde die Zentgerichtsbarkeit ausgeübt. Allerdings hatte der Zentgraf erst seit Ende des 17. Jahrhunderts seinen Wohnsitz in Bieberstein; vorher wohnte er in Hofbieber, wo auch das eigentliche Zentgericht abgehalten wurde. Zum Amt Bieberstein zählten folgende Ortschaften laut einer Liste aus dem Jahre 1510: Allmus, Batten, Bernharts, Dietges, Elters, Findlos, Gotthards, Gruben, Hofbieber, Langenbieber, Liebhards, Margretenhaun, Niederbieber, Schwarzbach, Seiferts, Steens, Thaiden, Traisbach, Wallings und Weihershof. Darüber hinaus gehörten noch einige Orte dazu, die im 14. Jahrhundert, möglicherweise im Zuge der Pest und diverser Hungersnöte, ausstarben und seitdem als Wüstungen gelten.

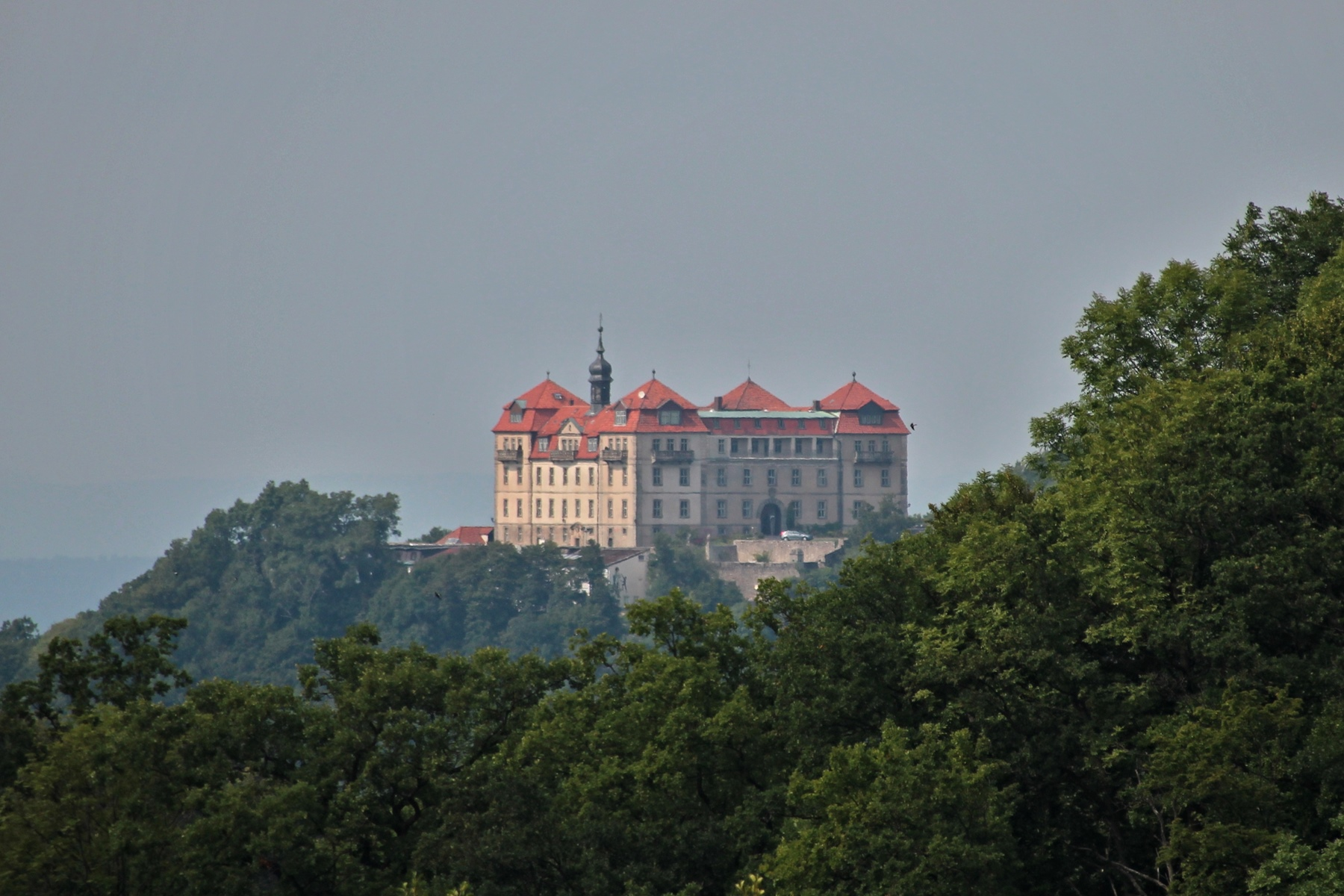
Blick von der Milseburg auf Schloss Bieberstein

Probleme gab es vom 16. bis 18. Jahrhundert immer wieder mit folgenden Orten: Schackau, Kleinsassen, Eckweisbach, Langenberg, Horbach, Dornbach, Rupsroth und dem halben Dietges. Diese gehörten nämlich nicht dem Amt Bieberstein an, sondern waren im Besitz der Familie von Eberstein, allerdings der fuldischen Gerichtsbarkeit unterstellt. Damit war nicht nur die Pflicht zum regelmäßigen Erscheinen vor dem Zentgericht in Hofbieber verbunden, sondern auch die Verpflichtung, dass man einen bestimmten Anteil an der Erhaltung der Burg zu leisten hatte. Gerade letzteres war immer wieder ein Streitgrund zwischen dem Kloster Fulda und der Familie von Eberstein.
Für die Bewohner des Biebertales bot die Burg Bieberstein einerseits Schutz im Falle von durchziehenden Heeren oder im Kriegsfall – was allerdings, abgesehen von der Zeit des Dreißigjährigen Krieges, wohl selten vorkam. Zum anderen jedoch bedeutete es vor allem, Frondienst und Abgaben zu leisten. Erst im Jahre 1808 wurden sie durch die Aufhebung der Leibeigenschaft durch Napoleon von dieser Last befreit.
Im Jahre 1672 wurden die Gebäude der Burg Bieberstein im Auftrage des Fürstabtes Kardinal von Baden wiederhergestellt – vermutlich waren auch hier noch Schäden des Krieges zu beheben.
Die Burg diente nicht nur der Absicherung der Gegend und als Sitz einer Gerichtsinstanz, sondern wurde nicht selten auch als Ausweichquartier der Fuldaer Fürstäbte genutzt. Bedeutsam ist in diesem Zusammenhang der Aufenthalt von Balthasar von Dernbach. Dieser wurde zeitweise von seinem Amt abgesetzt und bekam die Burg als Wohnsitz zugewiesen. Dies war in den Jahren 1576 bis 1602. Der berüchtigte Hexenverfolger Balthasar Nuss war zu Dernbachs Zeiten Stallmeister und Förster, später erhielt er das Zehntgrafenamt Hofbieber.

### Schloss Bieberstein

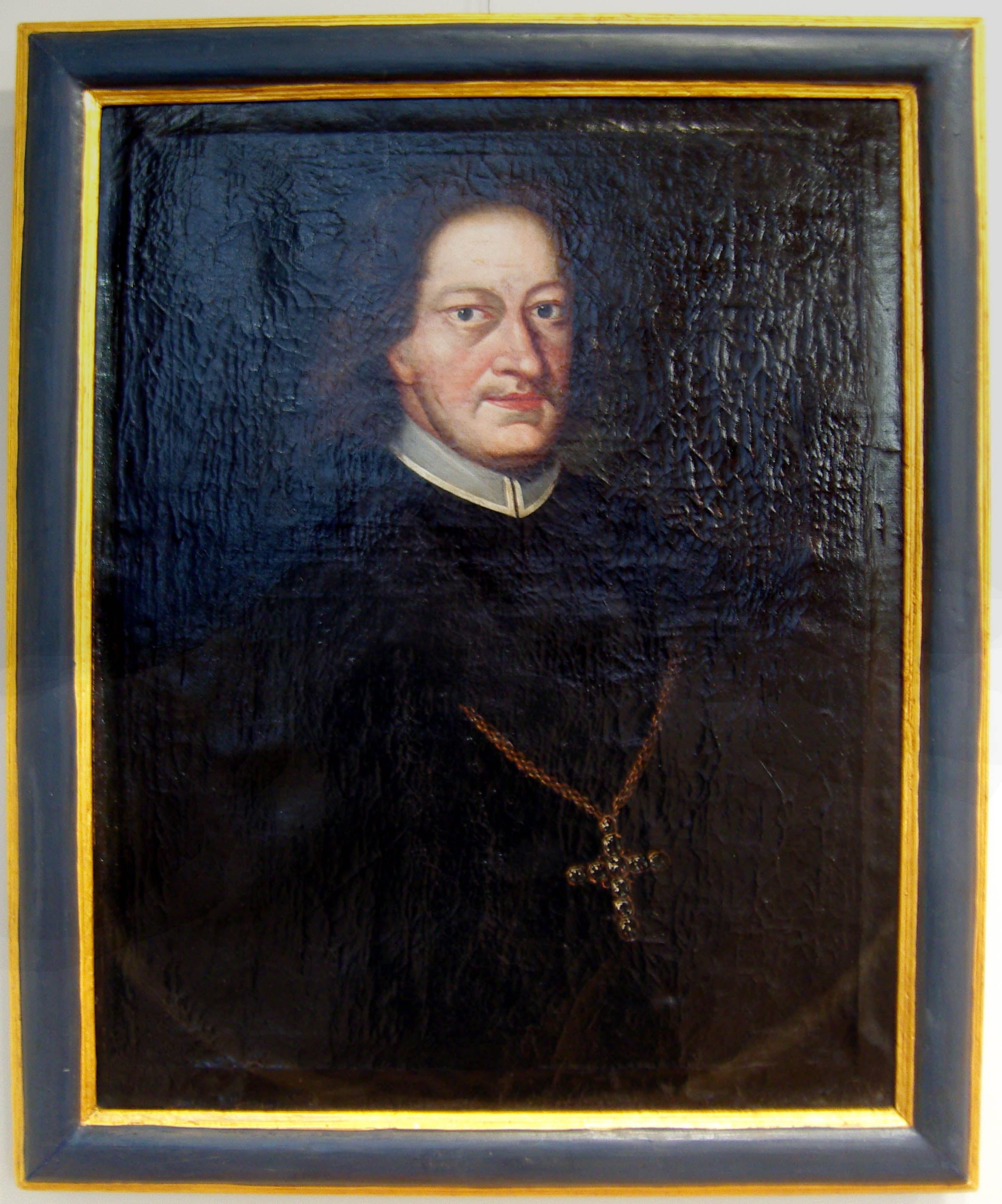
Fürstabt Adalbert von Schleifras um 1700

Schon wenige Jahrzehnte nach den letzten Renovierungsarbeiten im letzten Drittel des 17. Jahrhunderts fasste Fürstabt Adalbert von Schleifras einen anderen Plan: Er wünschte sich ein imposanteres Bauwerk, das auch zur Repräsentation dienen konnte. 1709 beauftragte er den bekannten Baumeister Johann Dientzenhofer, der auch den Dom und das Schloss in Fulda im Baustil des Barocks erbauen sollte. Mit dem Bau wurde im Jahre 1710 begonnen, beendet wurde er jedoch erst 1723, sodass Adalbert von Schleifras die Fertigstellung nicht mehr erleben sollte; er verstarb bereits 1714.
Sehr nützlich war der Bau eines ca. 57 m tiefen Ziehbrunnens, denn nun musste das Wasser nicht mehr den Berg hinaufgefahren werden oder von der unterhalb der Burg liegenden Quelle hinaufgetragen werden.
Seit dem Bau des Schlosses kamen die Fürstäbte von Fulda immer gerne in ihre Sommerresidenz. Vielfach wird von Festen berichtet, bei denen nicht wenig Wein zur Erheiterung der zahlreichen Gäste geflossen sein soll.
Dies endete mit der Säkularisation im Jahre 1802/03. Die in kurzer Folge nun wechselnden weltlichen Herren schienen nichts mit dem abgelegenen Landschlösschen anfangen zu können. Von 1802 bis 1806 war es im Besitz derer von Oranien-Nassau, dann unterstand es bis 1810 der französischen Militärverwaltung, wurde 1810 dem Großherzogtum Frankfurt zugeordnet und bereits 1813 dem österreichischen Besitz überlassen. Nach den Bestimmungen des Wiener Kongresses fiel es 1815 an Preußen, das es mit Kurhessen gegen rheinische Gebiete eintauschte. Im Besitz von Kurhessen verblieb das Schloss bis 1866, als Preußen den Kurstaat annektierte.
Zeitweise wurden Förster untergebracht. Das war aber auch keine dauerhafte Lösung, da der Erhalt des Schlosses doch erheblich Geld kostet. 1852 erwog Kurhessen den Gedanken, das Schloss in ein Gefängnis umzubauen. Baupläne gab es schon, doch wurde der Gedanke nicht umgesetzt. Ebenso kam die Idee der Preußen, die Schlossanlage in ein Kriegsgefangenenlager nach dem gewonnenen Krieg von 1870/71 gegen Frankreich umzubauen, über die Phase erster Entwürfe nicht hinaus.
1872 kaufte ein Privatmann das Schloss für 10.000 Reichsmark. 1887 bis 1901 war es im Besitz einer Eisenbahngesellschaft. Ab 1901 wurden viele Räume verpachtet, vor allem im Untergeschoss, wo eine Gaststätte eingerichtet wurde. Die Schlosskapelle wurde seit 1891 für evangelische Gottesdienste genutzt. Nach einer grundlegenden Sanierung erhielt sie 1952 den Namen Johann-Sebastian-Bach-Kapelle. Sie dient weiterhin als Gottesdienststätte der Evangelischen Kirchengemeinde Bieberstein-Dipperz.
Ohne nennenswerte Schäden überstand das Schloss die Zeit der beiden Weltkriege. Im Zweiten Weltkrieg wurde es zeitweise, vor allem gegen Kriegsende, als Lazarett genutzt.

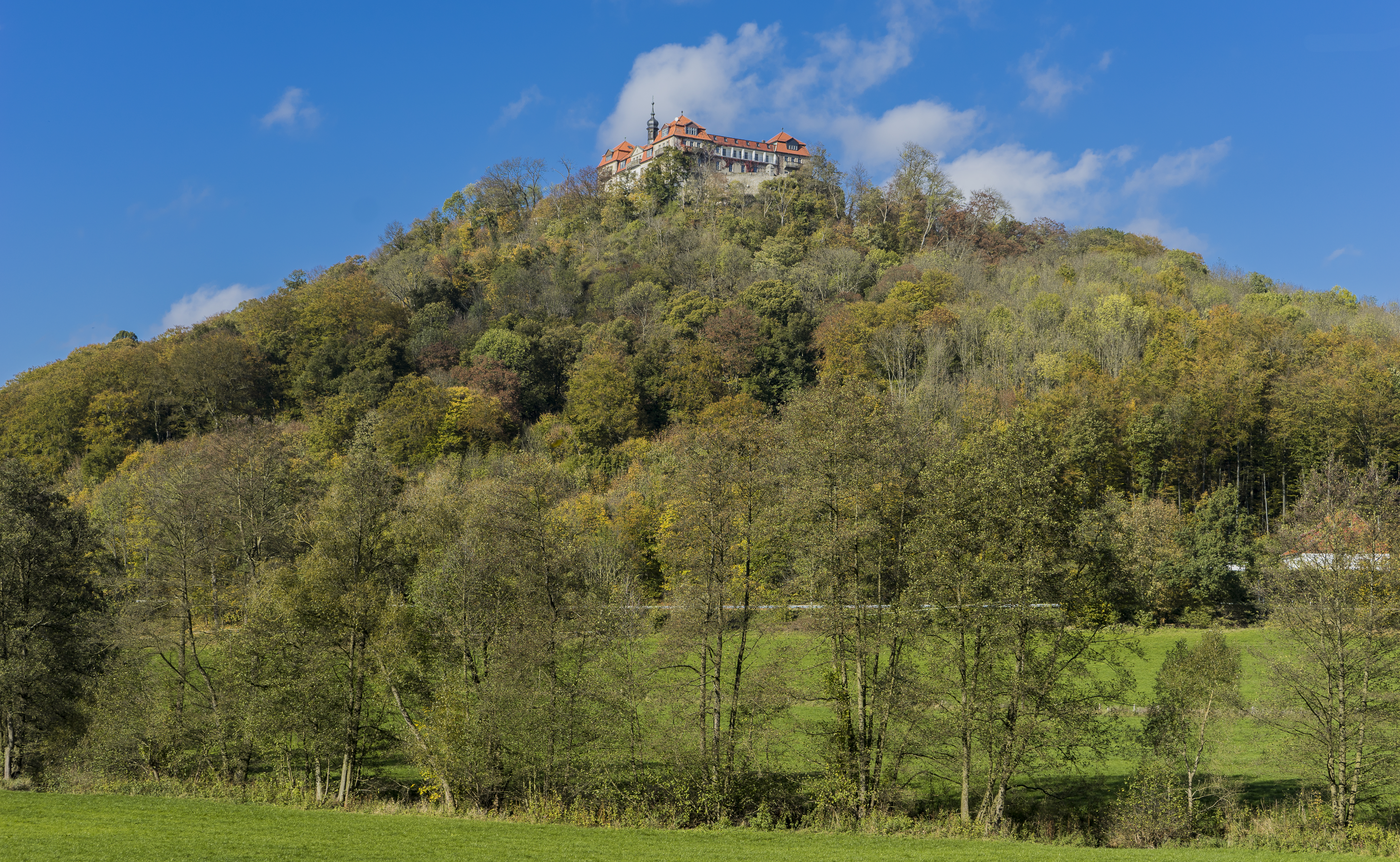
Schloss Bieberstein bei Hofbieber-Langenbieber, heute ein Internat

Blick von Schloss Bieberstein Richtung Süd-Südost auf Milseburg, Steilberg und Wasserkuppe

### Hermann-Lietz-Schule
1904 kaufte Hermann Lietz das Schloss und baute es zu einem Landerziehungsheim im Sinne seiner Reformpädagogik um. Es gelang ihm, sein Projekt gegen Anfeindungen, vor allem aus dem Bereich der katholischen Kirche in Fulda, zu verteidigen. Das Schloss Bieberstein ist bis heute der Standort der Oberstufe der Hermann-Lietz-Schulen. 125 Mädchen und Jungen werden von 25 Lehrern und 25 weiteren Fachkräften betreut.
In den Jahren 1908 und 1966 wüteten große Brände. Nach dem verheerenden Brand von 1908 wurde das gesamte Schloss aufgestockt. Die Türme und die Balkone gibt es erst seitdem. Am 29. November 1966 verwüstete ein Brand Teile des Dachgeschosses, die allerdings bald wieder aufgebaut wurden. Beim Aufbau nach diesem Brand wurde, entgegen dem Stil des Schlosses, der große Balkon an der Ostseite eingefügt.
Heute befindet sich auf Schloss Bieberstein das „Lietz Internat Schloss Bieberstein“ der „Stiftung Deutsche Landerziehungsheime“.

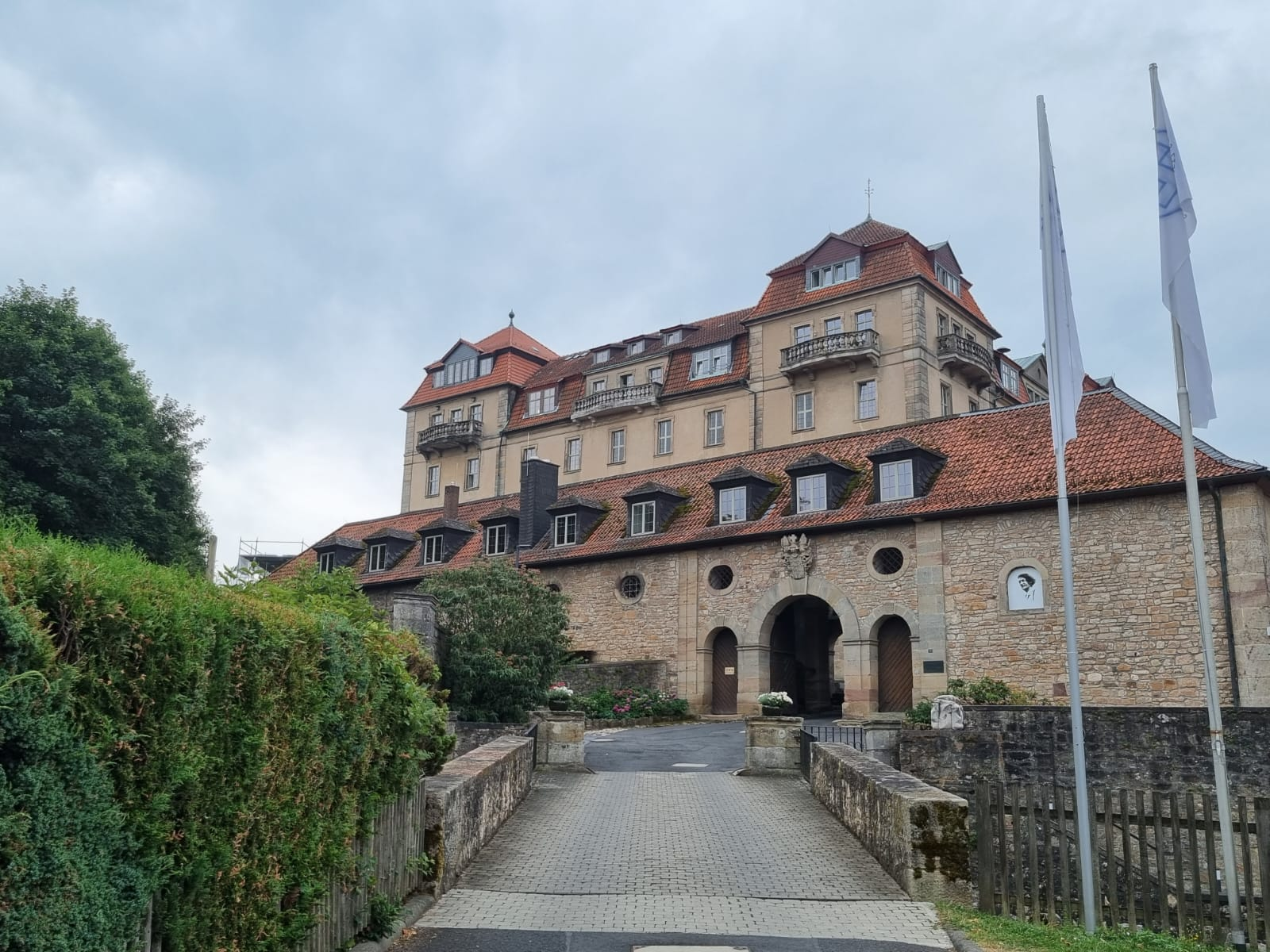
Auffahrt zum Schloss. Rechts in der Mauer des Burgtorgebäudes ein Bildnis von Hermann Lietz